# Kazatxe-Malióvani
Kazatxe-Malióvani (en rus: Казаче-Малёваный) és un khútor del krai de Krasnodar, a Rússia. Es troba a la vora del riu Malióvana, que desemboca al Juravka. És a 10 km al nord-est de Korenovsk i a 67 km al nord-est de Krasnodar, la capital.
Pertany al municipi de Júravskaia.